# Джарбо
Джа́рбо (также известна как The Living Jarboe, полное имя — Джарбо Ла Салль Деверо (англ. Jarboe La Salle Devereaux)) — американская певица, автор песен и клавишница.
Джарбо приобрела известность в середине 1980-х с нью-Йоркской группой Swans. Вместе с основателем группы Майклом Джира их дуэт образовывал ядро группы до тех пор, пока Swans не распались в 1998 году. Она продолжает записывать и выпускать сольные альбомы, а также написала саундтрек к независимой компьютерной игре The Path.

## Биография
Джарбо родилась 30 января в семье агентов ФБР и провела детство в Новом Орлеане. В детстве она научилась играть на органе Хаммонда и занималась оперным вокалом по настоянию отца, который мечтал, чтобы его дочь стала певицей.
По её собственному заявлению, после прослушивания первого альбома Swans «Filth» она стала одержима этой группой. Вскоре она связалась с Майклом Джира и после нескольких прослушиваний стала вокалисткой и клавишницей Swans. Её первым альбомом в составе группы стал «Greed».
C 1985 по 1996 Джарбо была постоянным участником Swans. С её приходом группа начала постепенно уходить от нойз-рока к мелодичному индастриалу и позднее к фолк-року.
В 1997 году группа Swans прекратила своё существование, и Джарбо активно занялась сольным творчеством, в рамках которого записала множество экспериментальных альбомов, таких как «Sacrificial Cake» и «Anhedoniac».
После воссоздания Swans Майлом Джира в 2010 году Джарбо не вернулась в группу, но приняла участие в записи альбома «The Seer» в 2012 году.

## Дискография

### В составе Swans
- Time Is Money (Bastard) EP (1985, K.422)
- Greed (1986, K.422)
- A Screw EP (1986, K.422)
- Holy Money (1986, K.422)
- New Mind 12" EP (1987, Product Inc.)
- Children of God (1987, Caroline Records)
- Love Will Tear Us Apart EP (1988, Product Inc.)
- The Burning World (1989, Uni/MCA Records)
- White Light From the Mouth of Infinity (1991, Young God Records)
- Love of Life (1992, Young God Records)
- The Great Annihilator (1994, Invisible, Young God Records)
- Soundtracks for the Blind (1996, Atavistic Records)
- Swans Are Dead (1998, Young God Records)

### Сольные альбомы
- Thirteen Masks (1991, SKY Records)
  - reissued in 2004
- Red CD single (1991, Jarboe Records 75066)
- Beautiful People Ltd with Lary Seven (1993, Sub Rosa Records 061)
  - reissued in 2004
- Warm Liquid Event CD single (1993, Sub Rosa Records 064)
- Sacrificial Cake (1995, Alternative Tentacles 167)
- Anhedoniac (1998)
  - reissued in 2004
- Disburden Disciple (2000)
- Dissected (2002)
- Process (2004)
- A Mystery of Faith: Unreleased Pieces - Swans + World of Skin (2004)
- Knight of Swords/The Beggar with Nic LeBan (2005, Vivo Records)
- The Men Album CD (2005, Atavistic Records 167)
- The Conduit CD (2005, Atavistic Records 175)
- Mahakali CD (2008, The End Records, Season Of Mist)
- Alchemic CD (2010, Twilight Records)
- Indemnity CD (2011, Burning World)
- The Sweet Meat Love And Holy Cult CD (2013, Atavistic)
- Zen J Jazz CD (2015, The Living Jarboe)

### Сотрудничество
- Skin — Blood, Women, Roses (1987)
- Skin — Shame, Humility, Revenge (1987)
- Skin — Girl Come Out (1987)
- World of Skin (1998)
- World of Skin — Ten Songs from Another World (1991)
- Ignis Fatuus: Futility Goddess; Cache Toi/Encomium (1998)
- Two Small Bodies : Soundtrack
- Karma: Trance (1998)
- Backworld: Isles of the Blest; Anthems from the Pleasure Park, (1999)
- C17H19NO3: 1692/2092 Soundtrack
- PBK — Life-Sense Revoked , (1996)
- H.I.A.: Thunder Perfect Mind (Gallery Installation, ICA, London)
- The Body Lovers : Number One Of Three, (1998)
- Pfrenz-C: Dopamine Quest, (1999)
- Jarboe/Telecognac — Over CD (2000, Crouton Records 007)
- Thread — In Sweet Sorrow/Abnormal Love (2000)
- Steven Severin — The Woman in the Dunes (2000)
- Neotropic : La Prochaine Fois, (2001)
- Karma : God Is Mine, (2002)
- Blackmouth, (2000)
- Blackmouth: Blackness Bleeding remixes (2000)
- A Perfect Circle — Thirteenth Step (2003, Virgin Records)
- Neurosis & Jarboe — Neurosis & Jarboe (2003, Neurot Recordings)
- Meridiem : A Pleasant Fiction (2004)
- Kirlian Camera : Invisible Front. 2005 (2004)
- Larsen : Krzykognia DVD (2003)
- Nic Le Ban + Joshua Fraser : The Conduit (2005)
- Nic Le Ban : Knight Of Swords / The Beggar (2005)
- Cedric Victor : The End (2006)
- The Sweet Meat Love And Holy Cult (in progress На 2007 год)
- Byla & Jarboe : «Viscera» (2007, Translation Loss Records)
- Jesu : «Lifeline» (2007)
- Sig — «G» is for German Nurse (2007)
  - (Vocals on «Storm Comin' On»)
- Puscifer : "V" Is for Vagina
  - (Background vocal samples on «Trekka»)
- Dark Consort : with Cedric Victor (2008)
- J2 CD (2008, The End Records) with Justin K. Broadrick
- Nebelhexe & Jarboe : «Don't kill the animals» (2009, Candlelight Records)
- Jarboe & Helen Money : «Jarboe & Helen Money» (2015, Aurora Borealis Recordings)

### Сборники
- Nine Underground (1984)
- Dry Lungs I and Dry Lungs II (1985 , 1986)
- Insane Music for Insane People (1986)
- Mighty Risen Plea, (1990)
- Serious Statements and Silly Symphonies (1991)
- Shrine (1993)
- Auron 1 : Musical Tomorrows (1993)
- Alphabet City (1993)
- A Far Cry, Featuring Women in Independent Music (1995)
- Theme: Desire (1995)
- We Hate You : A Small Tribute to Throbbing Gristle (1997)
- The Carnival Within: A Tribute to Dead Can Dance (1998)
- What Is Eternal (1998)
- What's the Word, Vol. 1 (1999)
- Pixies Fuckin' Die! (LifeLike Records, 1999)
  - Track 12 — Jarboe and The Trepaners — «Tame»
- Summon Room (1999)
- The Unaccompanied Voice (2000)
- Zann (2000)
- Apocalypse Always (2002)
- VA Neurot Recordings 1, (2004)
- Tribute to Dead Can Dance : The Lotus Eaters (2004)
- Electronic Thisturbance (2004)
- Rising Sun/Nuclear Free Future(2005)
- Durtro /Medecins Sans Frontieres (2005)

### Как приглашённый музыкант
- pFrenz-C — Dopamine Quest (1999)
- The Agony Scene — Prey -Music Video (2005)
- Rivulets / Marc Gartman — Rivulets / Marc Gartman (2006)
- Monica Richards — Infrawarrior (2006)
- Cobalt — Eater of Birds (2007)
- Guapo — Elixir (2008)
- Desert Kites — Pleasure in the Confusion of Boundaries (2008)
- Lives of Ilya — Lives of Ilya Audiobook released by Mythos Media (2008)
- Cattle Decapitation — The Harvest Floor (2009)
- Cobalt — Gin (2009)
- Voids — Burial In The Sky/Desert Dawn (2013)

### Интервью
- Легендарная певица Jarboe о работе в Swans, агрессивной рок-публике, интимной музыке и настоящем искусстве